# ROCS Tian Dan
Le ROCS Tian Dan (en chinois traditionnel : 田單 ; pinyin : Tián Dān) est une frégate de classe Cheng Kung de la Marine de la république de Chine.

## Caractéristiques
Le Tian Dan est de classe Cheng Kung (virtuellement identique à la classe Oliver Hazard Perry de l'US Navy), soit un navire chargé des missions de reconnaissance et d'entraînement au combat.

## Construction
Alors que la commande initiale de frégates de classe Cheng Kung portait sur sept exemplaires, la construction de la huitième est annulée en 1995 afin de financer celle d'un patrouilleur de classe Ching Chiang.
Le projet de reconstruction d'une 8e frégate est à nouveau à l'ordre du jour en juillet 1999. Le Tian Dan a ainsi été réalisé dans un des chantiers navals de la société CSBC Corporation à partir du 22 février 2001, pour un lancement le 17 octobre 2002 et une mise en service le 9 mars 2004,.
Alors que les sept premières frégates portent toutes le nom de généraux et guerriers chinois, ce huitième exemplaire fabriqué localement suit également la tradition ; le Tian Dan doit son nom à Tian Dan (en), général du IIIe siècle av. J.-C.

## Utilisation
Il est stationné à la base navale de Zuoying.